# Stampă

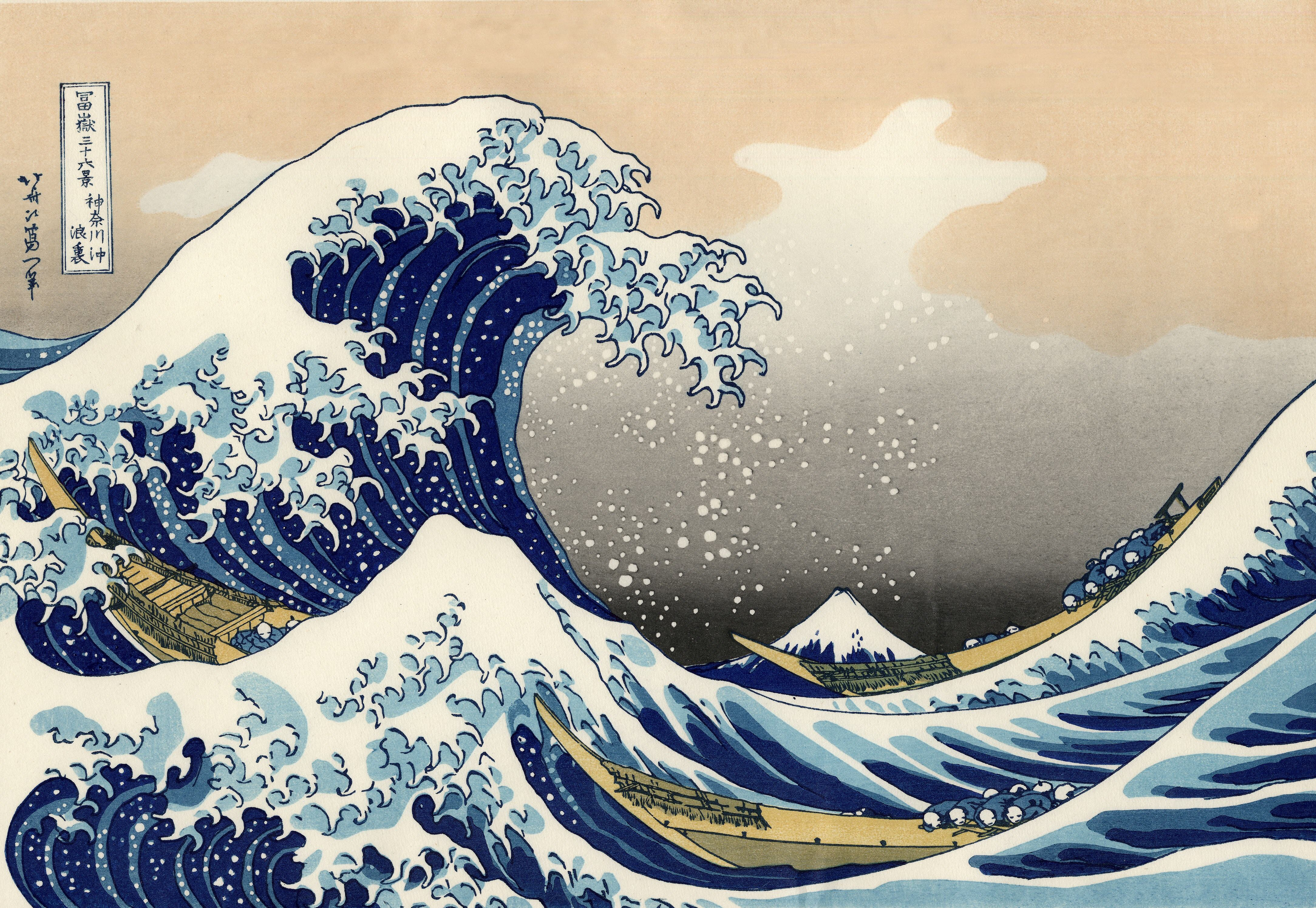
Marele val de la Kanagawa
Stampă japoneză de Hokusai

Stampă se numește o imagine imprimată, de obicei pe hârtie sau mătase, după un desen gravat pe o placă de metal moale, cupru ori zinc (gravură), de piatră (litografie) sau de lemn (xilogravură), serigrafie. În acest fel se obține un număr limitat de exemplare identice sau aproape identice, care sunt numerotate (tiraj).

## Stamparea în Japonia
Primele stampe japoneze erau imprimate doar în alb si negru. Existau și cazuri mai rare în care unii maeștri își colorau lucrările, după imprimare, folosind coloranți minerali. Prima stampă policromă apare abia în 1740-1741. A fost inventată de un tipograf, Kamimura Kichiemon. Inițial s-au folosit numai nuanțe de roșu, ulterior s-au folosit și nuanțe de verde, maro, galben sau ocru.
Stamparea este procedeul de realizare a unei opere de artă prin transferarea cernelurilor cu care se acoperă o suprafață, pe care opera de artă este produsă sau reprodusă, pe o altă suprafață.
Unele stampe prezintă medalioane și cartușe în care sunt acumulate diverse inscripții, versuri cu tâlc moralizator, adresări și mulțumiri protocolare, însemne de meșter, indicații privind artiștii care, indirect, au contribuit la elaborarea lor.

## Colecții de stampe în România
Biblioteca Județeană „Dinicu Golescu” Argeș posedă o colecție de 46 de stampe, originale, desenate de M. Moro și G. Regellato, între 1856 și 1867, în Litografia Brizeghel din Veneția. Colecția reprezintă, cu lux de amănunte, piețe, poduri, canale, biserici, personaje și interioare din Veneția.

### Organizații de stampare
- Print Council of America
- International Fine Print Dealers Association Arhivat în 30 octombrie 2010, la Wayback Machine.
- SGC International (formerly Southern Graphics Council)
- Seattle Print Arts